# Mariabolwerk

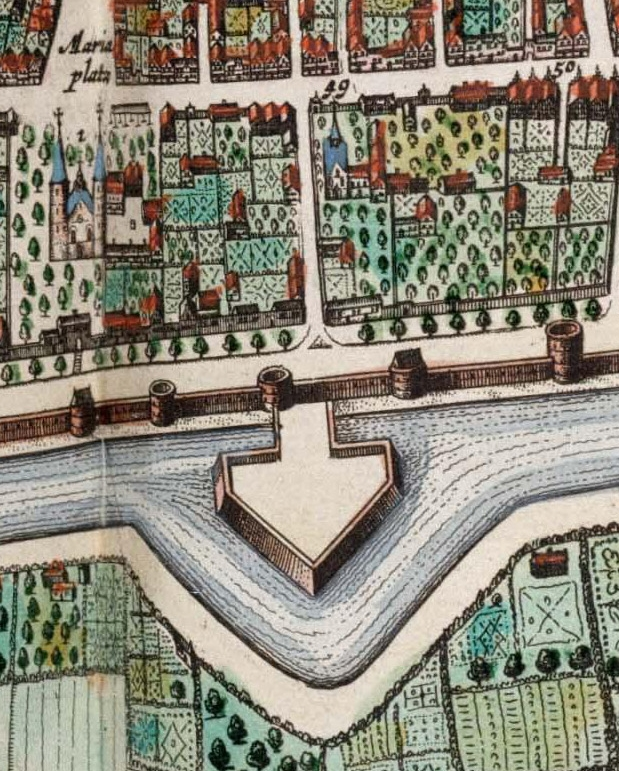
Uitsnede uit een stadsplattegrond uit 1649 met het Mariabolwerk. Linksboven in de afbeelding de Mariakerk aan de Mariaplaats. Oost ligt boven in de afbeelding.

Mariabolwerk was een aarden bolwerk dat diende in de verdediging van de Nederlandse stad Utrecht. Het was gelegen in het westelijke deel van het oude stadscentrum aan de Stadsbuitengracht.
Het bolwerk is omstreeks 1580 onder leiding van de vestingbouwkundige Adriaen Anthonisz tezamen met vier andere bolwerken (Begijnebolwerk, Lepelenburg, Lucasbolwerk en Wolvenburg) aangelegd om de stadsverdediging te moderniseren. Om ruimte te scheppen voor de aanleg werd de verdedigingsgracht om de stad op deze locatie verlegd. Na de aanleg bleek echter het Mariabolwerk te veel een obstakel te zijn voor de scheepvaart over de grachten.
Rond 1664 is uiteindelijk het Mariabolwerk vergraven in de uitbreidingsplannen voor de stad. Hierin zijn in het tuinbouwgebied ten westen van de oude binnenstad de Mariagracht en drie "moesgrachten" aangelegd waaronder de Bloemgracht. De inmiddels verdwenen Mariagracht vormde een dwarsgracht die de drie "moesgrachten" doorkruiste. In het oosten kreeg ze een aansluiting op de Stadsbuitengracht ter hoogte van het Mariabolwerk. Met de aanleg van dit nieuwe grachtenstelsel is het Mariabolwerk vergraven waarbij de Stadsbuitengracht weer is rechtgetrokken.
Begijnebolwerk · Bijlhouwerstoren · Catharijnepoort · Forten bij Utrecht · Lepelenburg · Lucasbolwerk · Manenborgh · Mariabolwerk · Morgenster · Pellecussenpoort · Plompetoren · Smeetoren · Sonnenborgh · Stadsbuitengracht · Sterrenburg · Tolsteegpoorten · Traiectum/Trecht · Vredenburg · Weerdpoort · Wittevrouwenpoort · Wolvenburg